# Juan Carlos Sáez Bernardos
Juan Carlos Sáez Bernardos (Madrid, 7 de junio de 1961) es un deportista español que compitió en remo. Ganó dos medallas de bronce en el Campeonato Mundial de Remo, en los años 1980 y 1981.

## Palmarés internacional
| Campeonato Mundial | Campeonato Mundial | Campeonato Mundial | Campeonato Mundial      |
| Año                | Lugar              | Medalla            | Prueba                  |
| ------------------ | ------------------ | ------------------ | ----------------------- |
| 1980               | Malinas (Bélgica)  | Medalla de bronce  | Ocho con timonel ligero |
| 1981               | Múnich (RFA)       | Medalla de bronce  | Ocho con timonel ligero |